# 赶水东站
赶水东站是渝贵铁路上的一座车站，位于重庆市綦江区赶水镇，2018年1月25日投入使用。车站按四等站标准修建，有侧式站台2座，到发线4条，可同时容纳800人候车。